# Józef Henryk Borch
Józef Henryk Borch herbu Trzy Kawki (ur. w 1764, zm. w 1835) – polski szlachcic, starosta lucyński, poseł na Sejm Czteroletni, marszałek szlachty guberni witebskiej, kawaler Orderu Świętego Stanisława.

## Życiorys
Józef Borch otrzymał po starszym bracie Michale starostwo lucyńskie, był pułkownikiem wojsk koronnych i szambelanem króla Stanisława Augusta. Był posłem na Sejm Czteroletni od 1788 roku z ziemi inflanckiej. Wybrany ze stanu rycerskiego sędzią Sejmu Czteroletniego w 1788 roku. W latach 1805–1809 był marszałkiem szlachty guberni witebskiej i prezesem tamtejszego Sądu Wyższego.
W 1812 roku Napoleon Bonaparte mianował go członkiem komisji administracyjnej w Witebsku, za co – po zajęciu Witebska przez piechotę Piotra Wittgensteina – został w listopadzie uwięziony, jednak wkrótce zwolniony na mocy ogólnej amnestii. W 1822 roku protestował przeciw pomysłowi nadania chłopom wolności osobistej.
Był kawalerem Orderu Świętego Stanisława.

## Życie rodzinne
Był synem Jana Borcha, kanclerza wielkiego koronnego, i Ludwiki Anny Zyberkówny, siostry Jana Tadeusza Zyberga (jej siostra Barbara wyszła za Michała Kossakowskiego). Miał starsze rodzeństwo: Izabelę Ludwikę (1752–1813), późniejszą żonę Kazimierza Platera, i Michała Jana (1753–1810), generała wojsk koronnych.
Ożenił się z Anną Bohomolcówną, z którą miał pięcioro dzieci: Zofię, Eleonorę, Elizę, Aleksandrę, Michała, późniejszego marszałka szlachty guberni witebskiej (1850–1853).